# الظبر (الظهار)

تعديل مصدري - تعديل

الظبر هي إحدى قرى عزلة ثواب الأسفل بمديرية الظهار التابعة لمحافظة إب، بلغ تعداد سكانها 461 نسمة حسب تعداد اليمن لعام 2004.